# Planta de cámara
En cinematografía, la planta de cámara es una imagen cenital del decorado de una escena en la que transcurre la acción, y en la que se representan las posiciones de la cámara, los personajes, los objetos y las fuentes de iluminación.
Se trata de un recurso indispensable en el momento del rodaje, junto al guion técnico y al guion gráfico, para el director, para el director de fotografía, para el director de arte y para los operadores de cámara.
Normalmente, quien se encarga de elaborarlo es el asistente de dirección. 

## Funciones
Con este recurso, el director puede asegurarse de que no vaya a haber un salto de eje y de que todos los ángulos de la cámara que quiere estarán en la escena. Además, le puede dar nuevas ideas, ya que también se pueden ver los tiros de cámara desde otras posiciones. También les sirve para poner un orden a los planos al asistente de dirección y al director de fotografía. A este último también le resulta útil para elaborar los esquemas de luz, y de hecho, también existe otro tipo de planta pero únicamente de iluminación. Estas dos en numerosas ocasiones van juntas en un único documento.
Muchas veces resulta muy útil, ya que se puede usar sin necesidad de tener guion gráfico, además de ser menos complejo de elaborar que él, ya que en numerosas ocasiones en cine y televisión se improvisan escenas, y el recurrir a la elaboración de una planta de cámara es muy habitual en esas ocasiones.
En primer lugar, se graba toda una parte del decorado de la escena (campo de luz), detrás del cual se sitúa todo el equipo. No se puede cambiar todo ese equipo técnico (iluminación, cámaras…) hasta que todos los planos queden registrados. Esa siempre es tarea del ayudante de dirección y de su equipo, con la colaboración del equipo de producción.

## Cómo hacer una planta de cámara
Habitualmente, se emplea este procedimiento: 
Primero se hace un dibujo o boceto de la planta del decorado, en el que han de figurar todos los elementos que vayan a aparecer, tales como muebles, ventanas o puertas. Normalmente no hace falta que sea demasiado preciso y calculado, aunque cuanto más a escala se realice, tanto más fácil de interpretar será luego.
Después se añaden los elementos principales de toda escena, que son los personajes en primer lugar, y después las cámaras. Para representar las cámaras, lo más habitual es dibujarlas con forma de V, representando así en el caso de cada una la orientación y el ángulo. Para cada personaje, se suele emplear un círculo que representa la cabeza, y un óvalo por fuera que representa los hombros. A veces también se le pone un triángulo saliendo de la cabeza para indicar la orientación de la mirada.
Una opción muy útil a la hora de elaborar la planta es asignar un número a cada cámara, para que así sea más sencillo ordenar los emplazamientos.